# Mircea
Mircea [ˈmirtʃa] ist ein rumänischer männlicher Vorname, abgeleitet von dem slawischen Element mir mit der Bedeutung „Frieden“ oder „Welt“.

## Namensträger

### Vorname
- Mircea Barnaure (* 1953), rumänisch-deutscher Autor und Arzt
- Mircea cel Bătrân (1355–1418), Herrscher der Walachei
- Mircea Cărtărescu (* 1956), rumänischer Schriftsteller
- Mircea Dobrescu (1930–2015), rumänischer Boxer
- Mircea Eliade (1907–1986), rumänischer Philosoph, Religionswissenschaftler und Schriftsteller
- Mircea Krishan (1924–2013), rumänisch-deutscher Schauspieler
- Mircea Monroe (* 1982), US-amerikanische Schauspielerin
- Mircea Onisemiuc (* 1970), rumänischer Fußballspieler und -trainer
- Mircea Pârligras (* 1980), rumänischer Schachgroßmeister

### Schiff
- Mircea (Schiff, 1882), das erste rumänische Segelschulschiff dieses Namens
- Mircea (Schiff, 1939), das zweite rumänische Segelschulschiff mit diesem Namen